# Ханс Кацијанер
Ханс Кацијанер (словен. Ivan Kacijanar) (Бегуње на Горењскем, 1491 – Костајница 27. 10. 1539) био је немачки официр у Војној крајини у служби цара Фердинанда I Хабзбуршког.

## Каријера
Од 1523. био врховни земаљски капетан унутрашњих аустријских покрајина, 1524–26. заповедао трупама у Хрватској у борбама против Османлија, а 1525. угушио побуну штајерских, корушких и крањских сељака. Као врховни заповедник трупа цара Фердинанда I Хабсбуршког поразио је војску Јаноша Запоље код Токаја (1527) и Кошица (1528). Год. 1529. знатно је допринео успешној одбрани Беча од Османлија. Од 1530. до 1537. био је земаљски капетан Крањске и врховни заповедник Хрватске и Славонске војне крајине. Год. 1537. била му је поверена војна операција ослобођења Славоније од османске власти (тзв. Кацијанеров поход). Не успевши да освоји Осијек, побегао је пред Османлијама, који су његове напуштене трупе уништили код Горјана (9. 10. 1537), због чега је био оптужен за велеиздају и утамничен.

## Смрт
Побегавши из бечке тамнице, на почетку 1538. добио је од Зринских на управу Костајницу. Оптужен да је град покушао предати Османлијама, убијен је по налогу Николе Зринског.